# 3115-ös mellékút (Magyarország)
A 3115-ös számú mellékút egy négy számjegyű országos közút-szakasz Pest vármegyében, a Tápió vidékén. Különös érdekessége, hogy bár a négy számjegyű utak közé van besorolva, hosszának nagyobbik felén, több mint tíz kilométernyi szakaszon ki van zárva a közúti forgalomból, azon a szakaszon csak forgalomkorlátozott mezőgazdasági útként húzódik.

## Nyomvonala
A 311-es főútból ágazik ki Nagykáta belvárosában, alig 900 méterre annak kezdőpontjától. Jászberényi út néven indul, délnyugat felé. 200 méter előtt kiágazik belőle északnyugati irányban a nagykátai vasútállomáshoz vezető 31 316-os út és keresztezi az újszászi vasutat is. 3,5 kilométer után keresztezi a Felső-Tápiót, ami itt határfolyó Nagykáta és Tápióbicske között.
Tápióbicske területén a 4,800-as kilométerszelvénynél éri el a település első házait, innentől a települési neve Nagykátai út. 6,5 kilométer után beletorkollik a 3114-es út, majd a 6,900-as kilométerszelvényénél eléri a 3112-es utat. Itt 300 méteren közös szakasza van a két útnak, Rákóczi út néven, a 3115-ös út szempontjából északnyugat felé, de kilométer-számozás szerint egymással szemben számozódva.
A 7,200-as kilométerszelvényénél válik el a 3115-ös út a 3112-estől: Pilisi út néven ágazik ki ismét dél-délnyugat felé. Innen azonban a közúti forgalom elől elzárt mezőgazdasági útként húzódik, több mint 12 kilométeren át, egészen Albertirsa széléig, a 20. kilométerig. A Google Utcakép felvételei szerint ez a szakasz fizikailag (például sorompóval) nincs lezárva, de KRESZ-táblák jelzik a behajtási tilalmat és az útnak a felvételeken látható állapota is finoman szólva sem ideális közúti közlekedésre.
Az út ezen a szakaszán a kiindulási pontjáról számított 11,4 kilométer után éri el Pánd határát és azzal párhuzamos irányba, délnek fordul. Innentől számítva több mint 5 kilométeren húzódik Pánd határvonalával egy vonalban, közben három hármashatárt is érint. Előbb, a 13,100-as kilométerénél Tápióbicske, Pánd és Tápiószentmárton hármashatárát érinti, majd a 14,300-as kilométerszelvényénél Tápiószentmárton, Pánd és Albertirsa határvonalai találkoznak. A 16,600-as kilométerszelvényénél hagyja csak el Pándot, de itt is egy hármas határpontnál, Pánd, Albertirsa és Pilis területeinek találkozásánál, sőt nagyjából egy kilométernyi szakaszon még ezután is településhatárt képez. Csak a 17,600-as kilométerszelvényénél lép teljesen Albertirsa területére, és már túl van a huszadik kilométerén, amikortól újra a közforgalom előtt megnyitott úttá válik.
Utolsó szakaszán, a 20,700-as kilométerszelvényénél keresztezi a 405-ös főutat – amely itt majdnem a 2. kilométerénél jár –, a 21,350-es kilométerszelvénynél áthalad a Gerje hídja felett és beér Albertirsa házai közé. A 4-es főútba torkollva ér véget, annak 51,900-as kilométerszelvénye közelében.
Teljes hossza, az országos közutak térképes nyilvántartását szolgáló kira.gov.hu adatbázisa szerint 22,053 kilométer.

## Települések az út mentén
- Nagykáta
- Tápióbicske
- (Pánd)
- (Tápiószentmárton)
- (Pilis)
- Albertirsa

## Története
1934-ben a kereskedelem- és közlekedésügyi miniszter 70 846/1934. számú rendelete a teljes hosszában főúttá nyilvánította, 303-as útszámozással. A döntés érdekessége, hogy (a rendelet alapján 1937-ben készült térkép tanúsága szerint) a Tápióbicske–Alberti közti szakasz (tehát az út nagyobbik fele) még kiépítetlen volt.
A Tápióbicske–Albertirsa-szakaszt a Cartographia 1970-es kiadású Magyarország autótérképe 1:525 000 című kiadványa is csak "fontosabb földút" jelöléssel szerepeltette; a többi szakasza ugyanezen a térképen "egyéb pormentes út" jelöléssel szerepel.
Ugyanezen kiadó 1990-ben megjelentetett Magyarország autóatlasza a Nagykáta-Tápióbicske közti szakaszát kiépített, pormentes útként tünteti fel, további szakaszát azonban úgyszintén földút jelöléssel szerepelteti.
A Google Utcakép 2021-ben elérhető felvételei is azt tanúsítják, hogy azok készítésekor, 2012-ben a Tápióbicske-Albertirsa szakasz nagy része burkolatlan volt, sőt le is volt zárva az átmenő forgalom elől (ugyan nem fizikailag, csak áthajtást tiltó KRESZ-táblákkal).

## Hídjai
Jelentősebb hídja a tápióbicskei Tápió-híd, amely az út 6+503 kilométerszelvényében található, és mai állapotában 1975-ben készült el, a korábbi, ugyanitt álló híd kiszélesítésével. Nyílása 9,91 méter, pályaszélessége 1,25+7,10+1,25 = 9,60 méter; vonalvezetése egyenes, keresztezési szöge 90 fokos. Terveit a Közlekedési és Postaügyi Minisztérium budapesti közúti igazgatóságának megbízásából Bognár Ferenc, az Út-Vasúttervező Vállalat tervezője készítette, kivitelezője a Hídépítő Vállalat volt.
A régi híd átépítésére azért volt szükség, mert a szélessége a megnövekedett forgalmi igényeknek már nem felelt meg. A töltés megtámasztásához a hídfővel egybeépült, 3 méter hosszú párhuzamos szárnyfal és 3,5 méter hosszú ferde szárnyfalak épültek, a hídfők látható felületeit faragott terméskő burkolattal látták el. A hídfők mögött terméskő burkolatú beton folyóka, a híd átellenes sarkainál pedig szolgálati lépcső létesült. A hídszerkezet felső pályás, kéttámaszú, szegecselt acéltartóval együtt dolgozó vasbeton „öszvértartós” szerkezet.
Közúti hídja az M4-es autóút fölött ível át. Ezt az autóúthoz kapcsolódóan építették, ám a híd előtti és utáni szakaszokat nem bővítették ezzel egyidejűleg, így a leromlott állapotú, keskeny útszakasznak különös ékességét képezi ez a műtárgy Albertirsa határában.